# Karibi
 Ovo je glavno značenje pojma Karibi. Za druga značenja pogledajte Karibi (razdvojba).
Karibi (staro, povijesno ime je Zapadnoindijski otoci, a koristi se i ime Antili) su otočje koje obuhvaća Velike Antile (Kuba, Jamajka, Portoriko i Hispaniola) i Male Antile koji se opet dijele na Privjetrinske i Zavjetrinske otoke.
U širem smislu tu se pribrajaju još i Bahami kao i otoci Turks i Caicos iako se, zemljopisno gledano, zapravo nalaze u Atlantiku.
Ime Zapadnoindijski otoci, ili Zapadna Indija izvedeno je iz činjenice, da su rani pomorci i istraživači (Kristofor Kolumbo) krenuli morem na zapad, smatrajući da na taj način mogu stići do Indije, Kine ili Japana. Uopće nisu pretpostavljali, da bi mogli stići do novog, do tada potpuno nepoznatog kontinenta. Kad su stigli do ovih otoka, smatrali su da su došli na zapadni prilaz Indiji. 
Pored toga, to je i objašnjenje za još jedno često korišteno ime za ove otoke, Antili. Ovaj naziv vodi porijeklo od latinskog ante ilium, što znači otoci ispred..., u ovom slučaju, otoci ispred Srednje Amerike.
Danas se ime Zapadna Indija više uopće ne koristi kao naziv za otoke u Karipskom moru, a u zemljopisnom smislu, ima još samo povijesno značenje.
Danas se to ime još koristi u kriketu. Tako se naziva reprezentacija koja okuplja igrače Barbadosa, Gvajane, Jamajke, Privjetrinskih i Zavjetrinskih otoka te Trinidada i Tobaga. Također postoji još i Sveučilište Zapadne Indije koje kao regionalnu autonomnu instituciju podupiru 16 karipskih država. 

## Vanjske poveznice
|  | Zajednički poslužitelj ima još gradiva o temi Karibi |